# Шлиселбург
Вижте пояснителната страница за други значения на Шлиселбург.
Шлиселбу̀рг (на руски: Шлиссельбу́рг) е град в Северозападна Русия, Ленинградска област. Разположен е при изтичането на река Нева от Ладожкото езеро, на 45 km източно от Санкт Петербург. Населението му към 1 януари 2018 година е 14 725 души. Центърът на града и крепостта са част от Списъка на световното културно и природно наследство на ЮНЕСКО.
Градът възниква около крепостта Орешек, основана през 1300 г. от Новгородската република и разположена на остров Ореховец в езерото. През 1323 г. там е сключен Ореховецкия договор (Ньотеборгски договор) между Новгород и Швеция. След Ингрийската война градът е присъединен към Швеция и е наречен Ньотебори. През 1702 година, по време на Великата северна война, е превзет от руснаците и цар Петър I го нарича Шлиселбург.
През следващите десетилетия Шлиселбург е използван като затвор за политически престъпници. През 1764 г. там е убит император Иван VI, който прекарва затворен тайно в крепостта последните осем години от живота си. В Шлиселбург е обесен и Александър Улянов, брат на Владимир Ленин, участвал в атентат срещу император Александър III. През Втората световна война градът е окупиран от германците. Възвръщането му през 1943 година възстановява достъпа до обсадения Ленинград. От 1944 до 1992 година градът се нарича Петрокрепост.

## Икономика
Основно предприятие на града – Невски съдостроителен-съдоремонтен завод.

## Транспорт
През града преминава автопътя Н-135 Санкт Петербург – Кировск – Шлиселбург.
От Санкт-Петербург до Шлиселбург може да се пристигне с автобуси № 440, 575, К-575.
Осъществява се речно съобщение до крепостта „Орешек“ и селището Имени Морозова.

## Забележителности
- Крепостта „Орешек“ – филиал на музея по история към Санкт-Петербург.
- Краеведчески музей
- Паметник Петър I
- Благовещенский събор
- Николска църква
- Староладожки канал